# Културе Истока (часопис)
Културе Истока је научни часопис о култури Азије који је излазио од 1984. до 1992. године. Укупно је имао 33 броја (32+ нулти).

## О часопису
Културе Истока, који је објављиван са поднасловом "часопис за филозофију, књижевност и уметност Истока" настао је 1984. године, исте кад и часопис Момент за визуелну уметност са којим дели и годину гашења. 
О разлозима покретања овог часописа говори део у "нултом броју" истог. Тамо је уредник Тоде Чолак написао:
| „ | Као скроман покушај да се одговори на неке од ових потреба покренут је и часопис „Културе Истока“. Иако је замишљен да у свом садашњем тематском опсегу покрива и истражује само културе источних народа – у распону од Блиског истока до Јапана – дакле, да не покрива и подручје не-европског уопште, ипак верујемо да и овако омеђено поље истраживања може, у нашим условима, дати свој мали допринос дијалогу и споразумевању између култура. | ” |

Радови у часопису дотицали су се најразличитијих тема, од религије, језика, историје, преко позоришта, борилачких вештина, све до мистицизма, медицине и астрологије.
Године 1988. је као пратеће издање часописа покренута едиција зборника, који су садржавали поједине темате часописа, уз додате текстове. Зборнике је уређивао главни уредник часописа, повремено у сарадњи са члановима редакције. 
У периоду 1988-91. објављени су следећи зборници: Зен данас, Мистицизам Истока и Запада, Култура тела и борилачке вештине, Смрт и реинкарнација, Медитација Истока и Запада, Космологије – почетак и крај универзума, Источњачка медицина, Аскеза и љубав, Сан, јава и буђење.
Када је почео грађански рат у Југославији настао је распад културе па је већина издавача у Србији запала у кризу. Дечије новине, као издавач из Горњег Милановца гасе 1992. године одређени број часописа, између осталог и Културе Истока. Сама издавачка кућа престала је да постоји 2001. године.
Атрактивност тема и данас привлачи читаоце које старе бројеве проналази у библиотекама и на интернету.
У часопису Филозофија и друштво изашао је текст Душана Пајина о часопису „Културе истока“ након 21 годину од његовог гашења, као и чланак у гласилу "Златна греда" под називом "Културе истока - часопис за сва времена".

### Периодичност излажења
Квартални часопис који је излазио на сваких три месеца (четири пута годишње).

## Уредници и редакција
Главни уредник нулог, првог и другог броја био је Тоде Чолак, а од четвртог до тридесет другог Душан Пајин.
Редакцију су чинили чланови из различитих делова бивше Југославије. 
1. Давид Албахари,
2. Раде Божовић,
3. Мирко Гаспари,
4. Весна Грубић,
5. Зорана Јеремић,
6. Радослав Миросављев,
7. Љиљана Николић-Јамагиши,
8. Дејан Разић,
9. Митја Саје,
10. Ненад Фишер,
11. Иван Шоп.

- Редакција 1991:

1. Давид Албахари,
2. Кармен Башић,
3. Мирко Гаспари,
4. Маја Милчински,
5. Бранко Мерлин,
6. Анђелка Митровић,
7. Власта Пацхеинер-Кландер,
8. Радосав Пушић,
9. Јасна Шамић,
10. Мирослав Танасијевић.

- Издавачки савет:

1. Давид Албахари (заменик председника),
2. Богдан Богдановић,
3. Љиљана Бојанић,
4. Јован Ћирилов,
5. Ашер Делеон,
6. Десанка Гачић,
7. Мирко Гаспари,
8. Рада Ивековић,
9. Срећко Јовановић,
10. Твртко Куленовић (председник),
11. Љиљана Николић-Јамагиши,
12. Душан Пајин,
13. Иван Шоп,
14. Дарко Танасковић,
15. Винко Трчек,
16. Вељко Тројанчевић,
17. Љубица Васиљевић.

- Лектор:

1. Јован Пејчић

- Ликовно-графичка опрема:

1. Раде Ранчић (нулти број)
2. Вељко Тројанчевић (од броја 1–2 до броја 25)
3. Милан Јовановић (од броја 26 до броја 32) .[2]

## Аутори прилога
За овај часопис су писали бројни домаћи, данас успешни и познати оријенталисти, редовни професори Филолошког факултета на катедрама за јапански, кинески, турски, арапски језик, али и заљубљеници и стручњаци за културу Индије, Монголије, Југоисточне Азије, Сибира, Пакистана, Ирана...

## Теме
Тема часописа је културе Блиског и Далеког истока а током издавања имала је редовне рубрике као што су:
- Филозофије и културе истока
- Књижевност: преводи и поетике
- Личности и догађаји
- Осврти и прикази књига
- Писма уредништву

Сваки број имао је своју задату тему попут „Археологија Истока: праисторија и протоисторија“ (четврт број), „Аскеза и љубав“ (седамнаести број) и „Идеали људског савршенства“ (тридесети број).

## Електронски облик часописа
Иако током издавања није постојала електронска верзија већ само папирна, данас постоје дигитализовани примерци овог часописа.
Универзитетска библиотека "Светозар Марковић" у Београду, током пролећа 2012. дигитализовала је сва издања овог часописа.